# Benjamin André
Benjamin André  (* 3. August 1990 in Nizza) ist ein französischer Fußballspieler. Seine professionelle Karriere begann der Mittelfeldspieler beim AC Ajaccio, für den er sechs Jahre lang spielte. Nach dem Abstieg seines Vereins in die Ligue 2 wechselte er im Sommer 2014 innerhalb Frankreichs zum Erstligisten Stade Rennes. Seit der Saison 2019/20 steht er beim OSC Lille unter Vertrag.

## Karriere
André begann mit dem Fußballspielen beim Verein Stade Raphaëlois und wechselte 2006 in die Jugend des AC Ajaccio. Zur Saison 2008/09 wurde der erst 17-jährige in die Profimannschaft Ajaccios befördert. Bereits am 4. Spieltag debütierte er im Trikot der Korsen, als er im Spiel gegen den CS Sedan in der zweiten Halbzeit eingewechselt wurde. Am letzten Spieltag der Saison erzielte Benjamin André sein erstes Tor in seiner Profikarriere. Bei der 1:2-Niederlage gegen LB Châteauroux traf er in Minute 30 zum zwischenzeitlichen 1:1-Ausgleich.
Nachdem der AC Ajaccio in der Saison 2013/14 in die Ligue 2 abgestiegen war, unterschrieb Benjamin André nach 187 Ligaeinsätzen in sechs Jahren keinen neuen Vertrag bei Ajaccio. Stattdessen unterzeichnete er beim Ligue 1-Verein Stade Rennes einen. Sein erstes Tor für seinen neuen Arbeitgeber erzielte er am 25. Januar 2015 bei der 1:4-Heimniederlage gegen SM Caen. Mit seinem Verein gewann er die Coupe de France 2018/19 mit einem 6:5-Sieg gegen Paris Saint-Germain nach dem Elfmeterschießen.
Nach fünf Jahren bei Rennes unterzeichnete Benjamin André am 17. Juli 2019 einen Vierjahresvertrag beim Ligakonkurrenten OSC Lille. Bei den Dogues war er von Beginn der Saison 2019/20 an Stammspieler. Am 26. Oktober (11. Spieltag) erzielte er beim 3:0-Heimsieg gegen Girondins Bordeaux sein erstes Tor für seinen neuen Verein. In dieser Spielzeit bestritt er 26 Ligaspiele, in denen ihm zwei Tore und eine Vorlage gelangen.

## Erfolge
Stade Rennes
- Französischer Pokal: 2018/19

OSC Lille
- Französischer Meister: 2021